# Rudolf Vanýsek
Rudolf Vanýsek (5. února 1876 Velký Týnec – 28. srpna 1957 Mariánské Lázně) byl český lékař, profesor patologie a terapie nemocí vnitřních.
Byl žákem českého lékaře profesora vnitřního lékařství Josefa Thomayera.

## Životopis
Rudolf Vanýsek vystudoval české Slovanské gymnázium v Olomouci, které zakončil maturitou v roce 1895, načež nastoupil ke studiu na české Lékařské fakultě UK v Praze (Česká universita Karlo-Ferdinandova), kterou dokončil promocí v roce 1901. Po promoci pracoval jako odborný asistent profesora Thomayera na II. interní klinice české lékařské fakulty UK. V této době, byli jeho lékařskými kolegy na klinice, pozdější významní internisté Josef Pelnář (1872-1964) a Ladislav Syllaba (1868-1930).
V roce 1907 byl jmenován (prvním českým) primářem interního oddělení v Zemské nemocnice v Brně
(Primararzt der Landeskrankenanstalt).
V roce 1912 se habilitoval jako soukromý docent (Privatdozent) chorob průmyslových při C.k. vysoké škole technické Františka Josefa v Brně.
Od roku 1919 byl jmenován řádným profesorem vnitřního lékařství na lékařské fakultě Masarykovy univerzity v Brně a stál tak u založení Kliniky nemocí vnitřních a nervových (později I. interní kardiologická klinika LF MU), byl zvolen děkanem LF MU (1926 až 1927) a rektorem MU (1932 až 1933). V období před druhou světovou válkou byl organizátorem lékařského stavovského hnutí.
Klinicky popsal stav neurocirkulační astenie, později nazvaný jako Vanýskův syndrom (Vanýskovo trias).
Po obsazení Československa nacisty v roce 1939 byl německou správou nuceně penzionován, po osvobození v roce 1945 se ještě podílel na obnově interní kliniky. V tomto období vznikla i II. interní klinika (Prof. MUDr. J. Polčák) a III. interní klinika (Prof. MUDr. J. Pojer).
Nástupcem na „Vanýskově klinice“ se stal profesor Miloš Štejfa st. (1946–1969).
Po roce 1948 byl označen za „předního představitele buržoazního vykořisťovatelského řádu“ a o 2/3 došlo ke snížení vyměru starobní penze.
V důchodu pracoval jako závodní lékař Československé státní spořitelny v Brně a lázeňský lékař v Mariánských Lázních, kde v létě 1957 i zemřel.